# 阿里安昂贝特马勒
贝特马勒地区阿里安（法語：Arrien-en-Bethmale，法語發音：[aʁjɛ̃ ɑ̃ bɛtmal]）是法国阿列日省的一个市镇，属于聖日龍區。该市镇2009年时的人口为111人。

## 人口
贝特马勒地区阿里安人口变化图示
| 数据来源：INSEE |